# NGC 3124
NGC 3124 este o galaxie spirală situată în constelația Hidra. A fost descoperită în 23 martie 1835 de către John Herschel. Se află la o distanță de 50,51 de megaparseci de Pământ.